# يوسوكي تاناهاشي
يوسوكي تاناهاشي (باليابانية: 棚橋 雄介) (9 أبريل 1987 في أداتشي في اليابان – )؛ هو لاعب كرة قدم ياباني سابق كان يلعب كلاعب وسط.

## وصلات خارجية
- يوسوكي تاناهاشي على موقع رابطة كرة القدم اليابانية للمحترفين (اليابانية)
- يوسوكي تاناهاشي على موقع قاعدة بيانات كرة القدم.إي يو (الإنجليزية)
- يوسوكي تاناهاشي على موقع Soccerway.com (الإنجليزية)